# Francis Billy Hilly
Francis Billy Hilly (Ranongga, Islas Salomón británicas, 20 de julio de 1948-Honiara, 10 de marzo de 2025) fue un político salomonense que ocupó el cargo de primer ministro del país desde el 18 de junio de 1993 al 7 de noviembre de 1994.

## Biografía
Fue el representante de la circunscripción Ranogga/Simbo en el Parlamento Nacional, ocupando el cargo de Ministro de Comercio, Industria y Empleo desde diciembre de 2007.
Hilly fue elegido en el Parlamento por primera vez en 1976 siendo reelegido 1980, en mayo de 1993, agosto de 1997, diciembre de 2001 y abril de 2006. Fue nombrado primer ministro después de las elecciones de 1993, pero en octubre de 1994 dejó el cargo al no superar una moción de confianza en el Parlamento.
Tras abandonar el cargo de jefe de gobierno, pasó a ser Líder de la Oposición desde 1994 a 1995. En julio de 2004 volvió al puesto de Líder de la Oposición, recibiendo cinco de los ocho votos de la oposición, por tres del otro candidato Alfred Sasako. Después de la elección, Hilly dijo que a diferencia de los dos anteriores líderes de la oposición, él no se uniría al gobierno, acentuando el rol del Líder de la Oposición. Permaneció en ese puesto hasta el 4 de abril de 2006.
Hilly se opuso a la elección de Snyder Rini como primer ministro el 18 de abril de 2006, alegando que se usaron sobornos para ganar votos y que la elección estuvo controlado por influencias extranjeras. En mayo de 2006, Hilly fue nombrado Ministro en el gabinete de Manasseh Sogavare. Sin embargo, en agosto de 2006 fue despedido, una decisión que él atribuyó a un acuerdo entre su Partido Nacional y la República Popular China en 2005. Después de que Sogavare fuera derrotado por una moción de confianza en diciembre de 2007, Hilly volvió a ocupar el puesto de Ministro bajo el gobierno de Derek Sikua desde el 22 de diciembre de 2007.
| Predecesor: Solomon Mamaloni | Primer ministro de las Islas Salomón 1993 - 1994 | Sucesor: Solomon Mamaloni |